# Shannon Boxx
Shannon Leigh Boxx (Fontana, 29 giugno 1977) è un'ex calciatrice statunitense, di ruolo centrocampista, laureatasi campione del mondo con la Nazionale femminile statunitense a Canada 2015.